# Theodor Zwinger (l'Ancien)
Pour les articles homonymes, voir Zwinger (homonymie).
Theodor Zwinger l'Ancien, né à Bâle le 2 août 1533, mort dans la même ville le 10 mars 1588, est un philosophe, médecin et humaniste suisse. Il est le premier membre connu d'une famille qui s'est illustrée dans les sciences.

## Biographie
La mère de Zwinger, Christina Herbster (ou Herbst), est la fille d'un peintre et la sœur de l'imprimeur Jean Herbst (ou Herbster) dit Oporinus (en français Oporin). Son père, Léonard, est un pelletier, originaire de Bischofszell dans la Thurgovie, honoré en 1492 par l'empereur Maximilien Ier de lettres de noblesse.
À l'âge de cinq ans, Theodor Zwinger devient orphelin de père, mais trouve du réconfort dans la tendresse d'Oporin et celle de Conrad Lycosthenes, avec qui sa mère s'est remariée. Il apprend les langues anciennes dans les classes de Thomas Platter, médecin, botaniste et lettré. Dans les représentations théâtrales qui, suivant l'usage, terminent l'année scolaire, Theodor interprète le personnage de l'Amour. 
Il est admis à l'académie en 1548 et voyage ensuite ; il part à Lyon dont la renommée en poésie l'attire. À son arrivée, il est reçu prote dans l'atelier typographique des Bering ; il y reste trois ans. 
Il se rend à Paris, où il fréquente les cours, entre autres, de Petrus Ramus (Pierre de La Ramée). En 1553, après cinq années d'absence, il revient à Bâle, mais, sur le conseil de l'imprimeur Pietro Perna, de Lucques, protestant expatrié, il part presque aussitôt pour l'Italie. 
Zwinger suit les cours de l'académie de Padoue, puis va se perfectionner à Venise. Son beau-père, déjà malade et qui se propose de l'associer à la rédaction de ses ouvrages, le presse de revenir à Bâle. Il devient docteur à Padoue, avant de quitter l'Italie.
En 1559, ses amis, pour le fixer à Bâle, lui font épouser la veuve d'un riche négociant. Zwinger partage alors ses loisirs entre la culture des lettres et la pratique de la médecine. Il est ensuite nommé à la chaire de langue grecque de l'académie. Il passe de cette chaire, en 1571, à celle de morale ; puis il est nommé professeur de médecine théorique. Il trouve le loisir de composer un grand nombre d'ouvrages. Parmi ses étudiants : Heinrich Khunrath, Johann Arndt et Jean de Sponde.
Zwinger soignait les pauvres gratuitement. Quand une épidémie éclate à Bâle, il la combat de toutes ses forces, mais il en tombe lui-même victime le 10 mars 1588. Il n'aura pas que la consolation de prédire grâce à ses connaissances médicales le jour exact de sa mort ; il avait en effet composé, la veille, une imitation en vers latins du psaume 122.
Dans ses Éloges, Jacques-Auguste de Thou écrit de lui : « Étant à Bâle, je jouis avec un extrême plaisir de son agréable conversation, et je remarquai en lui un esprit si poli, un si grand savoir et tant de candeur, que je suis persuadé que s'il eût entrepris un travail plus digne de lui, il y aurait merveilleusement bien réussi. Mais il n'eût [sic] pas tant d'égard à sa propre gloire qu'à celle de son beau-père ».

## Contributions

### «Tables»
On trouve dans le titre des commentaires de Zwinger sur l'Éthique à Nicomaque le texte suivant (que nous simplifions un peu) : « libri… tabulis…, quæ commentariorum loco esse queant, explicati et illustrati », c'est-à-dire que des « tables » voulant tenir lieu de commentaires, sont destinées à expliquer et illustrer un texte. On emploierait toutefois aujourd'hui le terme d'arbre au sens informatique ou mathémathique. Les publications de Zwinger renferment de nombreux exemples de ces structures, qui, au niveau le plus complexe, illustrent un raisonnement, et au niveau le plus simple sont une ontologie, de nouveau au sens informatique, comme dans l'exemple qui suit.

#### Exemple

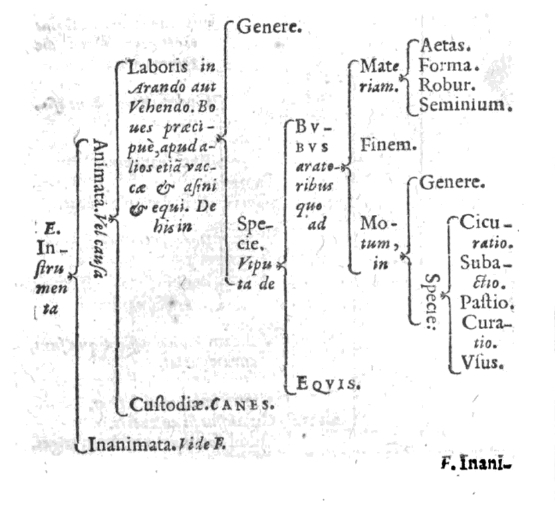
Les instruments animés de l'agriculture

### Art de voyager
L'ars apodemica (de), l'art de voyager, est un genre qui sera florissant encore longtemps après Zwinger. Il enseigne non seulement comment voyager, mais aussi comment organiser les connaissances qu'on a retirées de ses voyages. L'ouvrage de Zwinger (1577) est un tel sommet dans ce genre que son auteur en passera pour le créateur : « [i]l est encore au XVIIIe siècle reconnu comme le fondateur de la méthode scientifique de voyager, même s'il pouvait s'appuyer sur des prédécesseurs, comme Turler, Pyrckmair et Blothius, comme il le reconnaît lui-même. » Parmi les prédécesseurs, il faut aussi mentionner Pierre de La Ramée, l'ancien professeur de Zwinger à Paris, qui le rejoint à Bâle durant son exil, et qui a conçu les principes de ce genre d'ouvrage.

## Publications

### Comme auteur

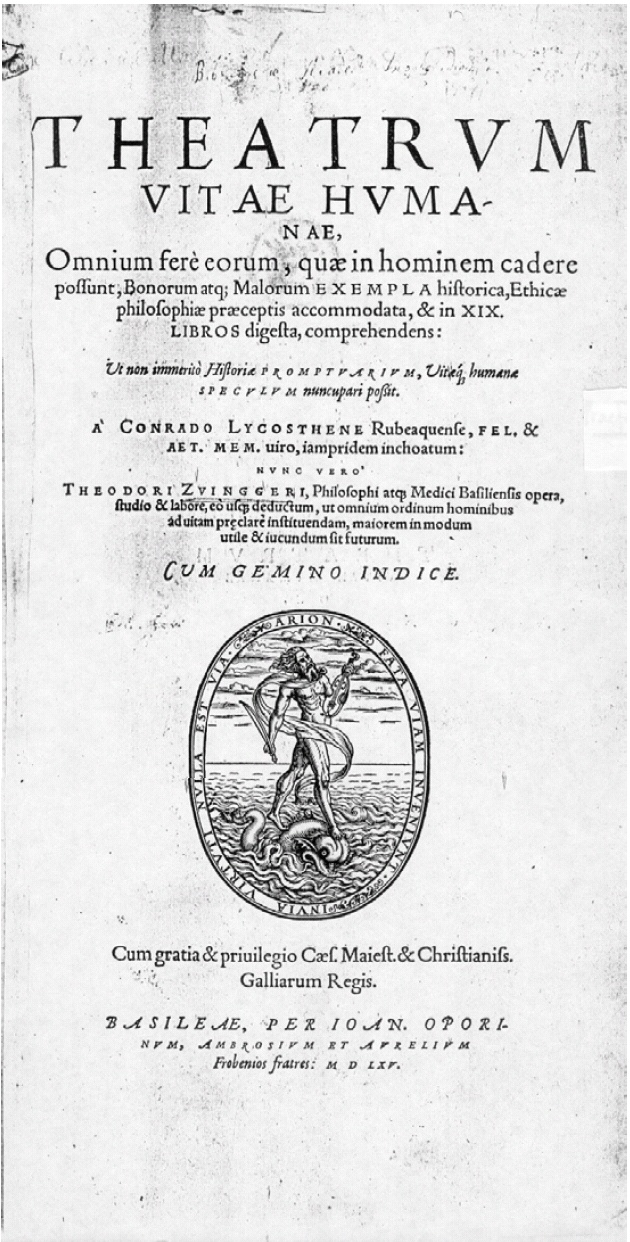
Page de titre du Theatrum vitæ humanæ, 1565

- (avec Conrad Lycosthenes) Theatrum vitæ humanæ, Bâle, 1565, 1571, 1586, 1596 et 1604, 5 vol. in-fol. totalisant 4 376 pages (en ligne : l'édition de 1586)[12]L'ouvrage est une encyclopédie qui fut très populaire. Conrad Lycosthenes avait laissé à son beau-fils des matériaux pour cet ouvrage, lui demandant de les mettre en ordre.
- Leges ordinis medici basiliensis, Bâle, 1570, in-fol.
- Morum philosophia poetica ex Veterum utriusque linguæ poetarum thesauris cognoscendæ veritatis et exercendæ virtutis, Bâle, 1575 : t. 1 (livres 1 à 4) ; t. 2 (livres 5 à 18) — [Philosophie poétique des mœurs…]
- Conr[adi] Lycosthenis Rubeacensis[13] Similium loci communes : Ex omnium scriptorum genere omnium ordinum studiosis accom[m]odati, nunc demum inventi ac editi. Cum Theod[ori] Zvingeri Bas[iliensis][13] Similitudinum methodo[14], Bâle, 1575[15] — Deux livres en un volume :
  - Theodor Zwinger, Similitudinum methodus
  - Conrad Lycosthenes, Similia per locos communes digesta
- Methodus rustica Catonis atq[ue] Varronis præceptis aphoristicis per locos communes digestis, Bâle, in-8
- Methodus apodemica in eorum gratiam, qui cum fructu in quocunq[ue] tandem vitæ genere peregrinari cupiunt, Bâle, 1577, in-4 ; Strasbourg, in-4 ; et dans l'appendice de l'Hodœporicon de Nicolas Reusner« Cet ouvrage, commencé par Lycosthenes, a été continué par Zwinger[16],[17]. »« [P]our la méthodologie du voyage cet ouvrage a été déterminant jusqu'en plein XVIIe siècle » ;  « extraordinairement détaillé et complet[18] ».
- Precatio cycnea Th[eodori] Zwingeri — [Prière du cygne]. Imitation en vers latins du psaume 122, écrite en 1588.
- Theodor Zwinger (auteur) et Jacob Zwinger (éditeur), Psalmorvm Davidis analyses : Decalogi item Orat[ionis] Dominicæ et Symboli Apost[olorum] commentariorum vice vere methodicæ Theodori Zvingeri phil[osophi] et medici Basil[iensis] studio concinnatæ. Vna cvm methodica logographia de Oratione et Psalmis Iacobo Zvingeri F[ilii], Bâle, 1599, in-fol. [Analyse des Psaumes, du Notre Père et du Symbole des Apôtres par le médecin et philosophe bâlois Théodore Zwinger, avec une logographie méthodique du Notre Père et des Psaumes par son fils Jakob Zwinger].
- Physiologia medica Th[eophrasti] Paracelsi dogmatibus illustrata, Bâle, 1620, in-8[19].Dans cet ouvrage, l'auteur cherche à concilier la doctrine de Paracelse avec celle d'Hippocrate et des anciens médecins. Il n'était pas le premier à former ce projet. Toutefois Zwinger ne dissimule point les erreurs des paracelsistes. Il défend contre eux la « véritable anatomie » et rejette les « principes chimiques ».Cet ouvrage a été publié par Jakob Zwinger[20].

### Comme éditeur
- Aristotelis Stagiritæ De moribus ad Nicomachum libri decem : Tabulis perpetuis, quæ commentariorum loco esse queant, explicati et illustrati, 1566 — Commentaires sur les dix livres de l'Éthique à Nicomaque d'Aristote.Exemple de la méthode que Zwinger utilisera souvent : le commentaire consiste en la construction, en forme de « tables » (on dirait aujourd'hui en forme d'arborescence, au sens mathématique) des thèses d'Aristote.
- In Galeni librum De constitutione artis medicæ, tabulæ et commentarii… Ex quibus rationem inveniendi et constituendi artem quamlibet, juxta resolutivi ordinis leges, (cujus natura, ars et usus multis jam seculis latuit) studiosus lector facili negotio depromet. Accessit rerum et verborum… memorabilium index[21], Bâle, apud Iacobum Parcum, expensis Ioannis Oporini, 1561[22] — [Tables et commentaires sur le livre de Galien De constitutione artis medicæ]
- Francesco Cattani da Diacceto, Opera omnia, Bâle, 1563
- Pietro Bairo (it), De medendis humani corporis malis enchiridion, Lyon, Guillaume Rouillé, 1578
- Hippocratis Coi Asclepiadeae gentis sacrae coryphaei viginti duo commentarii tabulis illustrati, 1579 — [« Vingt-deux commentaires sur Hippocrate de Cos, coryphée du peuple sacré des Asclépiades, illustrés de tables »].Le titre complet précise que le texte grec a été souvent rectifié et la traduction latine de Janus Cornarius corrigée « en d'innombrables endroits ».Zwinger a utilisé les notes que lui avait données Piero Vettori[23].
- (avec Denis Lambin, Piero Vettori et Jean de Sponde) Aristotelis Politicorum libri octo [Les huit livres de la Politique d'Aristote], 1582 — Zwinger a écrit les scholies et l'épitre dédicatoire[24].

## Compléments

### Iconographie
- On trouve le portrait de Theodor Zwinger, gravé en bois, avec un assez grand nombre de pièces recueillies par Valentin Thiloligius[27], l'un de ses disciples, dans les Icones aliquot virorum clarorum de Nicolas Reusner, Bâle, in-8.